# Bahnstrecke Altenhundem–Wenholthausen
| Streckennummer (DB): | 2862                 |                                            |                      |
| Kursbuchstrecke (DB): | 239a                 |                                            |                      |
| Kursbuchstrecke: | 239a (1946)          |                                            |                      |
| Streckenlänge: | 41,1 km              |                                            |                      |
| Spurweite: | 1435 mm (Normalspur) |                                            |                      |
| Maximale Neigung: | ca. 15 ‰             |                                            |                      |
| |                      |                                            |                      |
| \| \| \| von Siegen \| \| \| \| \| von Birkelbach \| \| \| \| 0,0 \| Lennestadt-Altenhundem (ehem. Altenhundem) \| 276 m \| \| \| \| nach Hagen \| \| \| \| 2,8 \| Kickenbach \| Kickenbach \| \| \| 3,9 \| Langenei \| Langenei \| \| \| 6,1 \| Gleierbrück \| Gleierbrück \| \| \| 8,4 \| Saalhausen \| Saalhausen \| \| \| 12,3 \| Lenne (Kr Olpe) \| Lenne (Kr Olpe) \| \| \| 15,2 \| Fleckenberg \| Fleckenberg \| \| \| 18,3 \| Schmallenberg \| Schmallenberg \| \| \| 20,9 \| Gleidorf \| 410 m \| \| \| 23,1 \| Scheitelpunkt \| 450 m \| \| \| 23,7 \| Fredeburg \| 440 m \| \| \| 29,0 \| Heiminghausen \| Heiminghausen \| \| \| 31,9 \| Dorlar (Kr Meschede) \| Dorlar (Kr Meschede) \| \| \| 34,2 \| Frielinghausen \| Frielinghausen \| \| \| 36,3 \| Bremke \| Bremke \| \| \| 38,8 \| Wenne \| Wenne \| \| \| \| von Finnentrop \| \| \| \| 41,1 \| Wenholthausen \| 286 m \| \| \| \| nach Wennemen \| \| |                      |                                            |                      |
| Strecke |                      | von Siegen                                 | von Siegen           |
| Abzweig geradeaus und ehemals von rechts |                      | von Birkelbach                             | von Birkelbach       |
| Bahnhof | 0,0                  | Lennestadt-Altenhundem (ehem. Altenhundem) | 276 m                |
| Abzweig ehemals geradeaus und nach links |                      | nach Hagen                                 | nach Hagen           |
| Haltepunkt / Haltestelle (Strecke außer Betrieb) | 2,8                  | Kickenbach                                 | Kickenbach           |
| Bahnhof (Strecke außer Betrieb) | 3,9                  | Langenei                                   | Langenei             |
| Haltepunkt / Haltestelle (Strecke außer Betrieb) | 6,1                  | Gleierbrück                                | Gleierbrück          |
| Bahnhof (Strecke außer Betrieb) | 8,4                  | Saalhausen                                 | Saalhausen           |
| Haltepunkt / Haltestelle (Strecke außer Betrieb) | 12,3                 | Lenne (Kr Olpe)                            | Lenne (Kr Olpe)      |
| Bahnhof (Strecke außer Betrieb) | 15,2                 | Fleckenberg                                | Fleckenberg          |
| Bahnhof (Strecke außer Betrieb) | 18,3                 | Schmallenberg                              | Schmallenberg        |
| Bahnhof (Strecke außer Betrieb) | 20,9                 | Gleidorf                                   | 410 m                |
| Kulminations-/Scheitelpunkt (Strecke außer Betrieb) | 23,1                 | Scheitelpunkt                              | 450 m                |
| Bahnhof (Strecke außer Betrieb) | 23,7                 | Fredeburg                                  | 440 m                |
| Bahnhof (Strecke außer Betrieb) | 29,0                 | Heiminghausen                              | Heiminghausen        |
| Bahnhof (Strecke außer Betrieb) | 31,9                 | Dorlar (Kr Meschede)                       | Dorlar (Kr Meschede) |
| Bahnhof (Strecke außer Betrieb) | 34,2                 | Frielinghausen                             | Frielinghausen       |
| Bahnhof (Strecke außer Betrieb) | 36,3                 | Bremke                                     | Bremke               |
| Haltepunkt / Haltestelle (Strecke außer Betrieb) | 38,8                 | Wenne                                      | Wenne                |
| Abzweig geradeaus und von links (Strecke außer Betrieb) |                      | von Finnentrop                             | von Finnentrop       |
| Bahnhof (Strecke außer Betrieb) | 41,1                 | Wenholthausen                              | 286 m                |
| Strecke (außer Betrieb) |                      | nach Wennemen                              | nach Wennemen        |

Die Bahnstrecke Altenhundem–Wenholthausen war eine eingleisige, nicht elektrifizierte Bahnstrecke zwischen Altenhundem, heute Stadtteil von Lennestadt, und Wenholthausen, das heute zur Gemeinde Eslohe gehört.

## Bedeutung
Die Kursbuchstrecke 239a war als Verbindung zwischen Ruhr-Sieg-Strecke und der Oberen Ruhrtalbahn gedacht und sollte zunächst nur von Altenhundem nach Schmallenberg führen. Bereits 1872 wurde über die Errichtung einer Direktverbindung von Köln nach Kassel, für die die neue Verbindung notwendig war, nachgedacht. Als Vorteile der rund 45 Kilometer langen Strecke wurden vor allem ein erhoffter Aufschwung in der Schieferindustrie bei Fredeburg (siehe Schieferbergbau in Südwestfalen) und der Textilindustrie Schmallenbergs genannt. Die Straßenverbindung war überdurchschnittlich teuer in der Unterhaltung, weshalb eine Schienenstrecke auch unter diesem Gesichtspunkt bevorzugt wurde.
Darüber hinaus hätte die Relation Köln–Kassel auch eine militärisch große Bedeutung als Strategische Bahn gehabt.
Die Bedingungen für den Streckenbau waren günstig, da man keine zu großen Steigungen bewältigen musste. Es war zudem nur der Bau eines Tunnels notwendig.

## Geschichte

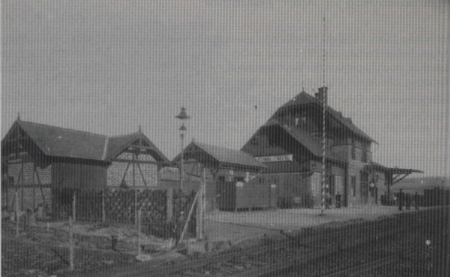
Bahnhof Schmallenberg, 1890

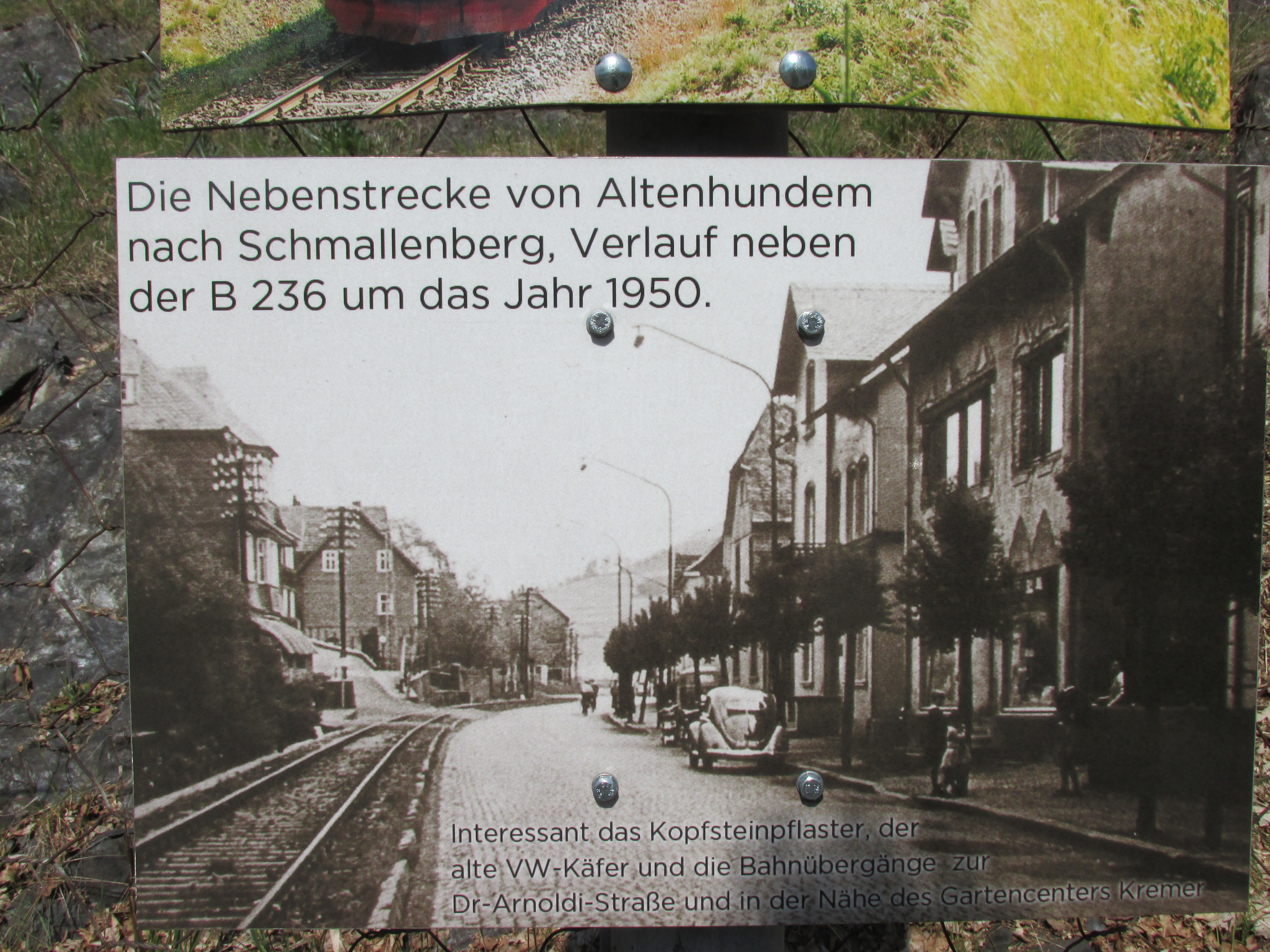
Verlauf der Strecke in Altenhundem

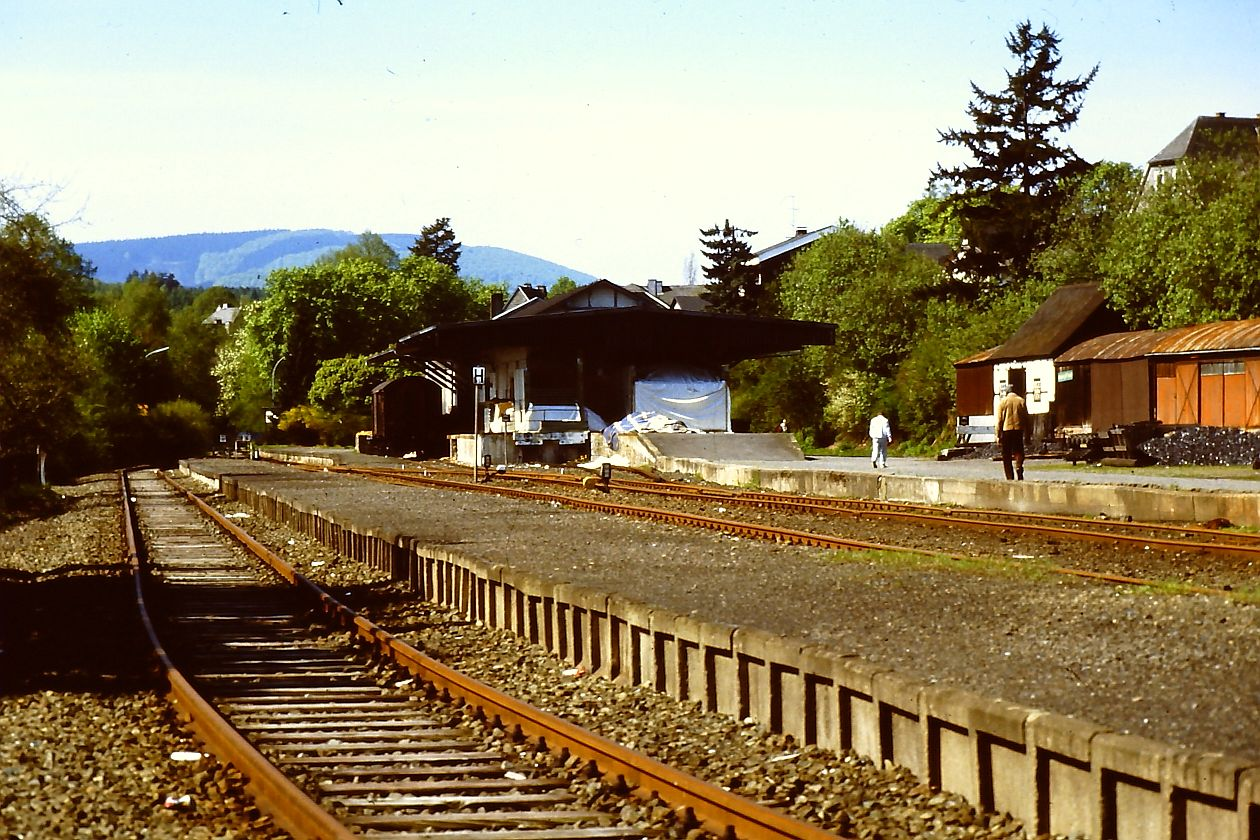
Bahnhof Schmallenberg, 1986

Ein im Juni 1881 gegründetes Bahnbaukomitee, dem circa 300 Personen angehörten, setzte sich für den Beginn des Streckenbaus ein.
Zu Anfang stellte die Bergisch-Märkische Eisenbahn-Gesellschaft die Bedingungen, die Wirtschaftlichkeit der Strecke nachzuweisen, die bereits vorhandene Straße von Altenhundem nach Schmallenberg mitbenutzen zu dürfen und dass sich die Anrainergemeinden an der Finanzierung beteiligen.
Im April 1885 wurde mit dem Bau der Strecke begonnen. Am 3. Mai 1886 konnte der erste Teilabschnitt von Altenhundem nach Langenei eröffnet werden, der Abschnitt von Langenei nach Saalhausen folgte am 1. November und am 1. Mai 1887 wurde schließlich das letzte Streckenstück von Saalhausen nach Schmallenberg in Betrieb genommen.
Schon bald wurde eine Verlängerung nach Fredeburg gefordert. Im April 1888 wurde mit dem Bau begonnen und am 15. November 1889 wurde diese Verlängerung eröffnet. Im September 1911 wurde eine weitere Verlängerung der Strecke, und zwar nach Wenholthausen, eröffnet. Die Züge benötigten für die gesamte Strecke eine Fahrzeit von etwa 93 Minuten.
Der Bahnhof Altenhundem erlangte durch die Eröffnung und den Bau der Strecke nach Birkelbach eine große Bedeutung und Altenhundem avancierte zum Eisenbahndorf.
Die letzte Personenzugfahrt auf der Strecke fand am Samstag 30. Mai 1964 zum Wechsel auf den Sommerfahrplan statt. 1967/1968 wurde die Strecke zwischen Schmallenberg und Altenhundem abgerissen, die Reststrecke blieb bis 1994 im planmäßigen Güterverkehr. Der letzte Güterzug wurde von vielen Eisenbahnfans begleitet. Bemerkenswert war hier der Trompeter, der den Zug mit Muss i denn zum Städtele hinaus verabschiedete. Der erste Zug 1888 war gleich mit einer kompletten Musikkapelle begrüßt worden. Die Strecke wurde vorerst für Sonderfahrten erhalten.
Am 26. und 27. April 1997 fand auf dem verbleibenden Reststück eine Sonderfahrt (Bestwig – Meschede –) Wennemen – Wenholthausen – Dorlar – Bad Fredeburg – Schmallenberg mit dem Prototyp des Bombardier Talent statt.
Der verbliebene Streckenabschnitt Wenholthausen – Schmallenberg wurde zum 30. Oktober 1998 stillgelegt.
2004 begann die Demontage der Schienen ab Schmallenberg. Im Juli 2006 war dies bis Wenholthausen abgeschlossen. 2010 ist von der Strecke nichts mehr übrig, auch die Gleise zwischen Wennemen und Wenholthausen sind entfernt. Heute ist ein Großteil zu einem Bahntrassenradweg umgebaut, der als SauerlandRadring in das landesweite Radverkehrsnetz NRW integriert ist.